# Moulin des Buttes Saint-Julien
Le moulin des Buttes Saint-Julien est un moulin à vent situé en région Bretagne, dans le département d'Ille-et-Vilaine, au sud de la commune de Renac au lieudit des buttes Saint-Julien.
C'est un moulin de type tour cylindrique. Il se trouve sur une colline à environ 42 mètres d'altitude, à côté des ruines d'un second moulin.

## Historique
Le monument fait l’objet d’une inscription au titre des monuments historiques depuis le 24 mai 1974.